# Дадов, Хамита Аубекирович
Хамита Аубекирович Дадов (1937—2011) — советский хозяйственный, государственный и политический деятель, Герой Социалистического Труда.

## Биография
Родился в 1937 году в селе Терекское. Член КПСС.
С 1953 года — на хозяйственной, общественной и политической работе. В 1953—1997 гг. — механизатор, звеньевой тракторной бригады, тракторист-машинист колхоза «Заря коммунизма» Терского района Кабардино-Балкарской АССР.
Указом № УП — 731 Президента СССР Михаила Сергеевич Горбачёва «О присвоении звания Героя Социалистического Труда тов. Дадову Х. А.» от 13 сентября 1990 года «за достижение высоких результатов в производстве продукции растениеводства на основе применения передовых технологий и прогрессивных методов организаций труда и проявленную трудовую доблесть» удостоен звания Героя Социалистического Труда с вручением ордена Ленина и золотой медали «Серп и Молот».
Избирался депутатом Верховного Совета СССР 11-го созыва, народным депутатом СССР.
Умер в селе Терекское в 2011 году.